# Jeanne Fortanier-de Wit
Adriana (Jeanne) Fortanier-de Wit (19 de abril de 1907 – 23 de dezembro de 1993) foi uma política holandesa que foi membro da Câmara dos Representantes pelo Partido da Liberdade (em neerlandês:  Partij van de Vrijheid, PvdV) de 1946 até 1948, e depois pelo Partido Popular para a Liberdade e Democracia (em neerlandês:  Volkspartij voor Vrijheid en Democratie, VVD) até 1958.